# استیو گی
استیو گی (انگلیسی: Steve Gay؛ زادهٔ ۱ سپتامبر ۱۹۴۷) بازیکن فوتبال اهل ایالات متحده آمریکا بود.
وی به‌همراه تیم ملی فوتبال ایالات متحده آمریکا در بازی‌های المپیک تابستانی ۱۹۷۲ شرکت کرده‌است.